# Дус Сантус, Жуниор
Жу́ниор дус Са́нтус Алме́йда (порт. Junior dos Santos Almeida, МФА (браз.) [ˈʒũnjoʁ dus ˈsɐ̃tus]; 30 января 1984) — боец смешанных единоборств, выступавший в Ultimate Fighting Championship (UFC) в тяжёлом весе под руководством бывшего чемпиона-тяжеловеса Антониу Родригу Ногейры и бывшего чемпиона UFC в среднем весе Андерсона Силвы. Бывший чемпион UFC в тяжелом весе. Является вторым номером в рейтинге тяжеловесов по версии Sherdog, MMAfighting.com и FightMagazine.com.

## Карьера в смешанных единоборствах

### Начало карьеры
Дос Сантус занимался бразильским джиу-джитсу, он является обладателем чёрного пояса. Его наставником  является Антониу Родригу Ногейра. В возрасте 21 года в 2006 году он начал свою профессиональную карьеру. Поначалу Сантус сражался за небольшое вознаграждение в Бразилии в таких турнирах, как Demo Fight, Extreme Fighting Championship. Первый значимый бой провёл на UFC 90, где выиграл в первом раунде, проведя апперкот Фабрисиу Вердуму. А на UFC 95 он встретился со Стефаном Стрюве, которого победил в первом раунде. Одной из самых значительных и запоминающихся побед стала победа над хорватом Мирко Крокопом на UFC 103. В течение всех трёх раундов Сантус доминировал над Филиповичем, в результате чего Мирко отказался продолжать бой, сославшись на повреждение глаз. На 108 чемпионате Бразилец должен был встретится с Габриелем Гонзагой, но тот отказался от встречи, и Гонзагу заменил Гилберт Ивел. В конце первого раунда Сантус нанёс серию из трёх ударов, Гилберт упал. Это была четвёртая подряд досрочная победа. В марте 2010 на UFC Live: Vera vs. Jones он одержал победу над Габриэлом Гонзагой нокаутом в первом раунде. Дус Сантус в следующем своём бою с Роем Нельсоном по прозвищу Большая Деревенщина на UFC 117. Бразилец наносил множество ударов,  после чего решением судей Сантус одержал победу.

### Леснар заменён на Карвина
Травма плеча помешала Кейну Веласкесу встретиться с дус Сантусом на UFC 129. В результате чего, ускорилась возможность боя с Броком Леснаром на UFC 131. Однако за несколько месяцев до начала боя, из-за болезни дивертикулитом Леснара отстранили. И его место занял Шейн Карвин.  Решением судей победу одержал дус Сантус.

### Чемпионство
12 ноября 2011 года Жуниор дус Сантус провёл бой против Кейна Веласкеса. Поединок закончился через 1 минуту и 4 секунды поражением Веласкеса техническим нокаутом. Таким образом, дос Сантус стал новым чемпионом UFC в тяжёлом весе. 26 мая 2012 дус Сантус защитил свой титул в бою против Фрэнка Мира в рамках UFC 146, отправив соперника в нокаут во втором раунде.
29 декабря 2012 года Жуниор дус Сантус вернул чемпионский пояс Кейну Веласкесу на UFC 155, проиграв единогласным решением судей в пятираундовой схватке.

### Потеря чемпионского пояса
Веласкес неожиданно для многих сумел найти брешь в обороне дус Сантуса и потрясти его в стойке. В середине первого раунда Кейн Веласкес провёл серию ударов, повлёкший нокдаун дус Сантуса. Однако, добить «Цыгана» в первом раунде Веласкесу не удалось. Последующие четыре раунда Кейн превратил в избиение чемпиона. В итоге Веласкес побеждает чемпиона и возвращает себе пояс, выиграв более чем уверенным единогласным решением судей. Основной причиной своего проигрыша «Цыгано» объясняет неправильной выбранной тактикой ведения боя. В период подготовки к бою дус Сантус акцентировал внимание на устранения какой-либо возможности боя в партере. При этом новоиспеченный чемпион Кейн Веласкес обладал хорошей ударной техникой в стойке, что и доказал выиграв чемпионский титул.

### Следующий соперник
Из-за травмы экс-чемпиона Strikeforce Алистара Оверима, следующим соперником Жуниора дус Сантуса стал звезда К-1 Марк Хант. Бойцы сошлись на UFC 160 25 мая. Жуниор работал на дальней дистанции, используя своё преимущество в скорости. Марк пытался сократить дистанцию. В одном из эпизодов дус Сантусу удалось отправить в нокдаун Марка Ханта. Во втором раунде преимущество Жуниора в скорости стало ещё более очевидным. К третьему раунду было заметно, что Хант очень серьезно устал. К концу третьего раунда дус Сантус провел удар ногой с разворота, после которого Хант рухнул на пол и уже не мог защищать себя.

### Серия поражений
В главном бою вечера на турнире UFC on ESPN: Нганну — дус Сантус, который прошёл 29 июля 2019 года.  Жуниор дус Сантус проиграл нокаутом в первом раунде восходящей звезде UFC Франсису Нганну.
Также как и в прошлом поединке Жуниора, менеджеры UFC поставили в оппоненты молодого амбициозного борца из США Кертиса Блейдса в главном бою вечера UFC Fight Night: Blaydes vs. dos Santos, который прошёл 26 января 2020 года. Кертис Блейдс сумел нокаутировать  Жуниора дус Сантуса вопреки прогнозам экспертов о возможной победе сабмишеном или вовсе поражении бывшему чемпиону UFC. На UFC 252 Жуниор дус Сантус вновь проиграл техническим нокаутом, на сей раз обидчиком Жуниора стал еще один молодой борец Жаирзиньо Розенстрайк из Суринама. На UFC 256 дус Сантус получил четвёртое поражение подряд, техническим нокаутом проиграв Сирилу Гану.

## Титулы и достижения
- Ultimate Fighting Championship
  - Чемпион UFC в тяжёлом весе (один раз)
  - Одна успешная защита титула
  - Самая длинная победная серия в истории тяжёлого веса(9)
  - Обладатель премии «Лучший нокаут вечера» (три раза) против Фабрисиу Вердума, Габриэла Гонзаги и Кейна Веласкеса
  - Обладатель премии «Лучший бой вечера» (два раза) против Марка Ханта и Стипе Миочича
- MMAJunkie.com
  - Лучший бой месяца (декабрь 2014) против Стипе Миочича[16]

## Статистика
| Боёв 32  | Побед 22 | Поражений 10 |
| -------- | -------- | ------------ |
| Нокаутом | 15       | 8            |
| Сдачей   | 1        | 1            |
| Решением | 6        | 1            |

| Результат | Рекорд | Соперник              | Способ                               | Турнир                                   | Дата             | Раунд | Время | Место                           | Примечание                                                        |
| --------- | ------ | --------------------- | ------------------------------------ | ---------------------------------------- | ---------------- | ----- | ----- | ------------------------------- | ----------------------------------------------------------------- |
| Победа    | 22–10  | Фабрисиу Вердум       | Раздельное решение                   | Gamebred Fighting Championship 5         | 8 сентября 2023  | 3     | 5:00  | Джексонвиль ,Флорида, США       | Бой на голых кулаках MMA[что?]                                    |
| Поражение | 21–10  | Йорган Де Кастро      | TKO (травма плеча)                   | Eagle FC 47: Дос Сантос - Де Кастро      | 20 мая 2022      | 3     | 0:35  | Флорида, США                    |                                                                   |
| Поражение | 21–9   | Сирил Ган             | TKO (удары)                          | UFC 256                                  | 12 декабря 2020  | 2     | 2:34  | Лас-Вегас, США                  |                                                                   |
| Поражение | 21–8   | Жаирзиньо Розенстрайк | TKO (удары)                          | UFC 252                                  | 15 августа 2020  | 2     | 3:47  | Лас-Вегас, США                  |                                                                   |
| Поражение | 21-7   | Кёртис Блейдс         | TKO (удары)                          | UFC Fight Night: Blaydes vs. dos Santos  | 25 января 2020   | 2     | 1:06  | Роли, США                       |                                                                   |
| Поражение | 21-6   | Франсис Нганну        | TKO (удары)                          | UFC on ESPN: Ngannou vs. dos Santos      | 29 июня 2019     | 1     | 1:11  | Миннеаполис, США                |                                                                   |
| Победа    | 21-5   | Деррик Льюис          | TKO (удары)                          | UFC Fight Night: Lewis vs. dos Santos    | 9 марта 2019     | 2     | 1:58  | Уичито, США                     | Бой вечера.                                                       |
| Победа    | 20-5   | Тай Туиваса           | TKO (удары)                          | UFC Fight Night: dos Santos vs. Tuivasa  | 2 декабря 2018   | 2     | 2:30  | Аделаида, Австралия             |                                                                   |
| Победа    | 19-5   | Благой Иванов         | Единогласное решение                 | UFC Fight Night Dos Santos vs Ivanov     | 14 июля 2018     | 5     | 5:00  | Бойсе, США                      |                                                                   |
| Поражение | 18-5   | Стипе Миочич          | TKO (удары)                          | UFC 211: Miocic vs. dos Santos 2         | 13 мая 2017      | 1     | 2:22  | Даллас, Техас, США              | Бой за титул чемпиона UFC в тяжёлом весе.                         |
| Победа    | 18-4   | Бен Ротвелл           | Единогласное решение                 | UFC Fight Night: Rothwell vs. dos Santos | 10 апреля 2016   | 5     | 5:00  | Загреб, Хорватия                |                                                                   |
| Поражение | 17-4   | Алистар Оверим        | TKO (удары)                          | UFC on Fox: dos Anjos vs. Cerrone 2      | 19 декабря 2015  | 2     | 4:43  | Орландо, Флорида, США           |                                                                   |
| Победа    | 17-3   | Стипе Миочич          | Единогласное решение                 | UFC on Fox: dos Santos vs. Miocic        | 13 декабря 2014  | 5     | 5:00  | Финикс, США                     | Лучший бой вечера.                                                |
| Поражение | 16-3   | Кейн Веласкес         | ТKO (бросок и удары)                 | UFC 166                                  | 19 октября 2013  | 5     | 3:09  | Хьюстон, США                    | Бой за титул чемпиона UFC в тяжёлом весе.                         |
| Победа    | 16-2   | Марк Хант             | KO (удар ногой с разворота в голову) | UFC 160                                  | 25 мая 2013      | 3     | 4:18  | Лас-Вегас, США                  | Лучший бой вечера.                                                |
| Поражение | 15-2   | Кейн Веласкес         | Единогласное решение                 | UFC 155                                  | 29 декабря 2012  | 5     | 5:00  | Лас-Вегас, США                  | Утратил титул чемпиона UFC в тяжёлом весе.                        |
| Победа    | 15-1   | Фрэнк Мир             | ТKO (удары)                          | UFC 146                                  | 26 мая 2012      | 2     | 3:04  | Лас-Вегас, США                  | Защитил титул чемпиона UFC в тяжёлом весе.                        |
| Победа    | 14-1   | Кейн Веласкес         | KO (оверхенд)                        | UFC on Fox: Velasquez vs. dos Santos     | 12 ноября 2011   | 1     | 1:04  | Анахайм, США                    | Завоевал титул чемпиона UFC в тяжёлом весе. Лучший нокаут вечера. |
| Победа    | 13-1   | Шейн Карвин           | Единогласное решение                 | UFC 131                                  | 11 июня 2011     | 3     | 5:00  | Ванкувер, Канада                | Бой за статус претендента на титул чемпиона UFC в тяжёлом весе.   |
| Победа    | 12-1   | Рой Нельсон           | Единогласное решение                 | UFC 117                                  | 7 августа 2010   | 3     | 5:00  | Окленд, США                     |                                                                   |
| Победа    | 11-1   | Габриел Гонзага       | TKO (удары)                          | UFC Live: Vera vs. Jones                 | 21 марта 2010    | 1     | 3:53  | Брумфилд, США                   | Лучший нокаут вечера.                                             |
| Победа    | 10-1   | Гилберт Ивел          | TKO (удары)                          | UFC 108                                  | 2 января 2010    | 1     | 2:07  | Лас-Вегас, США                  |                                                                   |
| Победа    | 9-1    | Мирко Филипович       | TKO (травма глаза)                   | UFC 103                                  | 19 сентября 2009 | 3     | 2:00  | Даллас, США                     |                                                                   |
| Победа    | 8-1    | Стефан Стрюве         | TKO (удары)                          | UFC 95                                   | 21 февраля 2009  | 1     | 0:54  | Лондон, Великобритания          |                                                                   |
| Победа    | 7-1    | Фабрисиу Вердум       | TKO (удары)                          | UFC 90                                   | 25 октября 2008  | 1     | 1:21  | Роузмонт, США                   | Лучший нокаут вечера.                                             |
| Победа    | 6-1    | Жирониму дус Сантус   | TKO (остановка врачом)               | Demo Fight 3                             | 24 мая 2008      | 1     | 0:44  | Салвадор, Бразилия              |                                                                   |
| Поражение | 5-1    | Жуакин Феррейра       | Болевой приём (рычаг локтя)          | MTL: Final                               | 10 ноября 2007   | 1     | 1:13  | Сан-Паулу, Бразилия             |                                                                   |
| Победа    | 5-0    | Жаир Гонсалвес        | TKO (удары)                          | Mo Team League 2                         | 29 сентября 2007 | 1     | 2:52  | Сан-Паулу, Бразилия             |                                                                   |
| Победа    | 4-0    | Жуакин Феррейра       | TKO (выход из боя)                   | XFC: Brazil                              | 29 апреля 2007   | 1     | 5:00  | Рио-де-Жанейро, Бразилия        |                                                                   |
| Победа    | 3-0    | Эдсон Рамос           | TKO (остановка врачом)               | XFC: Brazil                              | 29 апреля 2007   | 1     | 8:46  | Рио-де-Жанейро, Бразилия        |                                                                   |
| Победа    | 2-0    | Эдуарду Майорину      | Удушающий приём (гильотина)          | Minotauro Fights 5                       | 9 декабря 2006   | 1     | 0:50  | Сан-Бернарду-ду-Кампу, Бразилия |                                                                   |
| Победа    | 1-0    | Жаилсон Силва Сантус  | KO (удары ногами)                    | Demo Fight 1                             | 16 июля 2006     | 1     | 2:58  | Салвадор, Бразилия              |                                                                   |